# 科塔魯塞區
14°24′58″S 73°12′29″W / 14.41611°S 73.20806°W
科塔魯塞區（西班牙語：Distrito de Cotaruse），是秘魯的一個區，位於該國南部阿普里馬克大區的艾馬賴斯省，始建於1914年6月1日，面積1,749.8平方公里，海拔高度3,248米，2005年人口3,576，人口密度每平方公里2人。